# Isoperla viridinervis
Isoperla viridinervis is een steenvlieg uit de familie Perlodidae. De wetenschappelijke naam van de soort is voor het eerst geldig gepubliceerd in 1865 door Pictet.